# Joseph Ngauora
Joseph Ngauora (ur. 30 czerwca 1989 na Wysoach Cooka) – piłkarz z Wysp Cooka grający na pozycji pomocnika w australijskim klubie Picton Rangers.
W australijskim Picton Rangers Ngauora gra od 2011 roku. Jest jednym z najważniejszych graczy w tym klubie.
W reprezentacji Wysp Cooka zadebiutował w 2011 roku, wchodząc z ławki dla rezerwowych. Pierwszego gola dla tej reprezentacji strzelił w przegranym 1:4 meczu z reprezentacją Fidżi. W tej reprezentacji w dotychczas rozegranych 5 meczach udało mu się strzelić jedną bramkę.